# Abdisho I bar Aqre
Abdisho (Karkh Guddan, circa 898 – Baghdad, 2 giugno 986) è stato un vescovo cristiano orientale siro, vescovo di Ma'alta e Beth Nuhadra e patriarca della Chiesa d'Oriente dal 963 al 986.

## Biografia
Nacque a Karkh Guddan, nel Beth Garmai, verso l'898. Educato a Mosul, qui ricevette gli ordini e svolse il suo ministero sacerdotale. Verso la metà del X secolo fu fatto vescovo di Ma'alta e Beth Nuhadra, circa 60 km. a nord di Mosul.
Alla morte del patriarca Israele, la sede rimase vacante per oltre un anno e mezzo, a causa degli interessi economici che ogni elezione patriarcale implicava. Dopo aver distribuito varie tangenti ai potenti locali musulmani, fu possibile riunirsi per eleggere il nuovo patriarca, e fu scelto il vescovo di Ma'alta e Beth Nuhadra. La sua consacrazione patriarcale fu celebrata, come per tutti patriarchi precedenti, nella chiesa di Kohe a Al-Mada'in il 22 aprile 963.
Abdisho governò la Chiesa d'Oriente per 23 anni, ma la sua amministrazione non fu molto oculata, lasciando che si sperperassero i beni del patriarcato. Secondo lo storico nestoriano Abu'lfaraj, durante il suo patriarcato ci furono tentativi per rilanciare la missione nestoriana in Cina.
A questo patriarca vengono attribuite diverse opere letterarie.
Morì a 98 anni, il 2 giugno 986 e fu sepolto nella chiesa di Nostra Signora (al-Kursi) del quartiere di Dar al-Rum di Baghdad.